# Alexeter padillai
Alexeter padillai là một loài tò vò trong họ Ichneumonidae.